# L'Aventurier du grand nord
Pour plus de détails, voir Fiche technique et Distribution.
L'Aventurier du grand nord (Kevin of the North) est un film canado-britannique réalisé par Bob Spiers, sorti en 2001

## Synopsis
Kevin Manley est un commerçant de Los Angeles qui n'a pas peur des kilomètres. Son grand-père lui donne une occasion de voyager pour l'Alaska, ce dont il a rêvé toute sa vie. Il y rencontre Bonnie Livengood, avec laquelle il se lie d'amitié, avant de découvrir que c'est l'ennemie jurée de son grand-père. Il se lance dans une course de traineaux dite Iditarod comme condition sine qua non de son héritage. Au long du chemin, il entre en compétition avec ses ennemis Thornton, Carter, et Parker.

## Fiche technique
- Titre : L'Aventurier du grand nord
- Titre original : Kevin of the North
- Scénario : William Osborne
- Production : Jamie Brown, Harel Goldstein, Thomas Hedman, Mats Helge, Gary Howsam, William Osborne, Lisa Richardson, Lisa Towers pour GFT Entertainment, Hilltop Entertainment, Studio Eight Productions Ltd.
- Musique : Kenny Craddock, Colin Gibson & Harvey Summers
- Photographie : David Geddes
- Durée : 100 min
- Pays :  Canada, Royaume-Uni, Luxembourg
- Langue : anglais
- Couleur : oui

## Distribution
- Skeet Ulrich (VF : David Kruger) : Kevin Manley
- Natasha Henstridge (VF : Mélody Dubos) : Bonnie Livengood
- Rik Mayall : Carter
- Lochlyn Munro : Ned Parker
- Jay Brazeau : Mr. Riskind
- Robin Nielsen : postier
- Gina Stockdale : cliente
- Benita Ha : agent de transport aérien
- Leslie Nielsen (VF : Pierre Hatet) : Clive Thornton